# Konzervatív Párt (Norvégia)

A párt nynorsk nyelvű logója

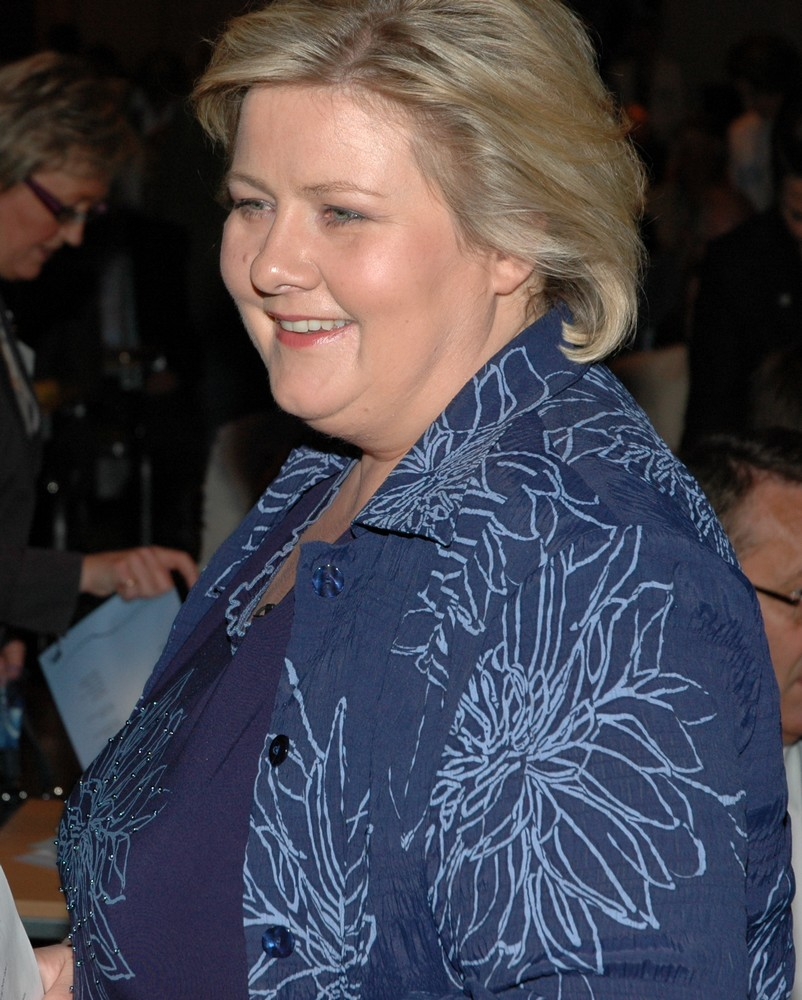
Erna Solberg

A Konzervatív Párt (norvégul: Høyre (bokmål), Høgre (nynorsk), H, vagyis „jobb”) 1884-ben alapított jelentős politikai párt Norvégiában. Vezetője 2004 óta Erna Solberg.
Az Európai Néppárt társult és a Nemzetközi Demokrata Unió teljes jogú tagja.

## Történelem
Első elnöke Emil Stang volt. Létrejötte óta a jelentős norvég pártok közé tartozik. Sokáig a Konzervatív Párt volt a legnagyobb nem szocialista párt Norvégiában, több kormánynak adta a miniszterelnökét. 2005-ben az utóbbi ötven év legrosszabb választási eredményét érte el, a szavazatok 14,1 százalékát megszerezve, így a norvég parlamentben, a Stortingben csak a harmadik legnagyobb párt lett a Munkáspárt és a Haladás Párt után. A 2007-es helyi önkormányzati választások eredményei után ismét erősödött a párt, majd a 2013-as parlamenti választások eredményeképpen a legnagyobb kormányzó erő lett.

## Ideológia
A párt konzervatív szellemiségűnek jellemzi magát, ezenbelül ők elsősorban a progresszív konzervativizmus eszmeiségét képviselik. Hasonló a német CDU párthoz. 
Gazdasági kérdésekben a szabad piac, az adócsökkentés, jóléti állam fenntartása és a gazdaságba való minimális állami beavatkozás elkötelezettjei. 
Társadalompolitikája annak ellenére, hogy jobbközép, konzervatív párt támogatja a melegek házasságát és az általuk való gyermek-örökbefogadást. Az egyetlen norvég politikai párt, amely Norvégia Európai Uniós csatlakozása mellett van.

## Tagság
A párt szerint 67 ezer regisztrált tagja van és hatszáz alapszervezete. Mintegy 15 ezer az aktív tag. A Høyre Központi Tanácsa évente hétszer ül össze megvitatni a költségvetést, a szervezőmunkát és a politikát.

## Választási eredmények (1973-2017)

### Storting
| Választások | Szavazatok | %    | Megszerzett helyek | Változás a mandátumokban | Kormányzat          |
| ----------- | ---------- | ---- | ------------------ | ------------------------ | ------------------- |
| 1973        | 370,370    | 17.4 | 29 / 155           | 0                        | Ellenzék            |
| 1977        | 563,783    | 24.8 | 41 / 155           | 12                       | Ellenzék            |
| 1981        | 780,372    | 31.7 | 53 / 155           | 12                       | Kormánypárt         |
| 1985        | 791,537    | 30.4 | 50 / 157           | 3                        | Kormánypárt 1986-ig |
| 1989        | 588,682    | 22.2 | 37 / 165           | 13                       | Kormánypárt 1990-ig |
| 1993        | 419,373    | 17.0 | 28 / 165           | 9                        | Ellenzék            |
| 1997        | 370,441    | 14.3 | 23 / 165           | 5                        | Ellenzék            |
| 2001        | 534,852    | 21.2 | 38 / 165           | 15                       | Kormánypárt         |
| 2005        | 372,008    | 14.1 | 23 / 169           | 15                       | Ellenzék            |
| 2009        | 462,465    | 17.2 | 30 / 169           | 7                        | Ellenzék            |
| 2013        | 760,232    | 26.8 | 48 / 169           | 18                       | Kormánypárt         |
| 2017        | 731,621    | 25.1 | 45 / 169           | 3                        | Kormánypárt         |
| 2021        | 607,316    | 20.5 | 36 / 169           | 9                        | Ellenzék            |

## A párt elnökeinek listája
- Emil Stang, 1884-1889

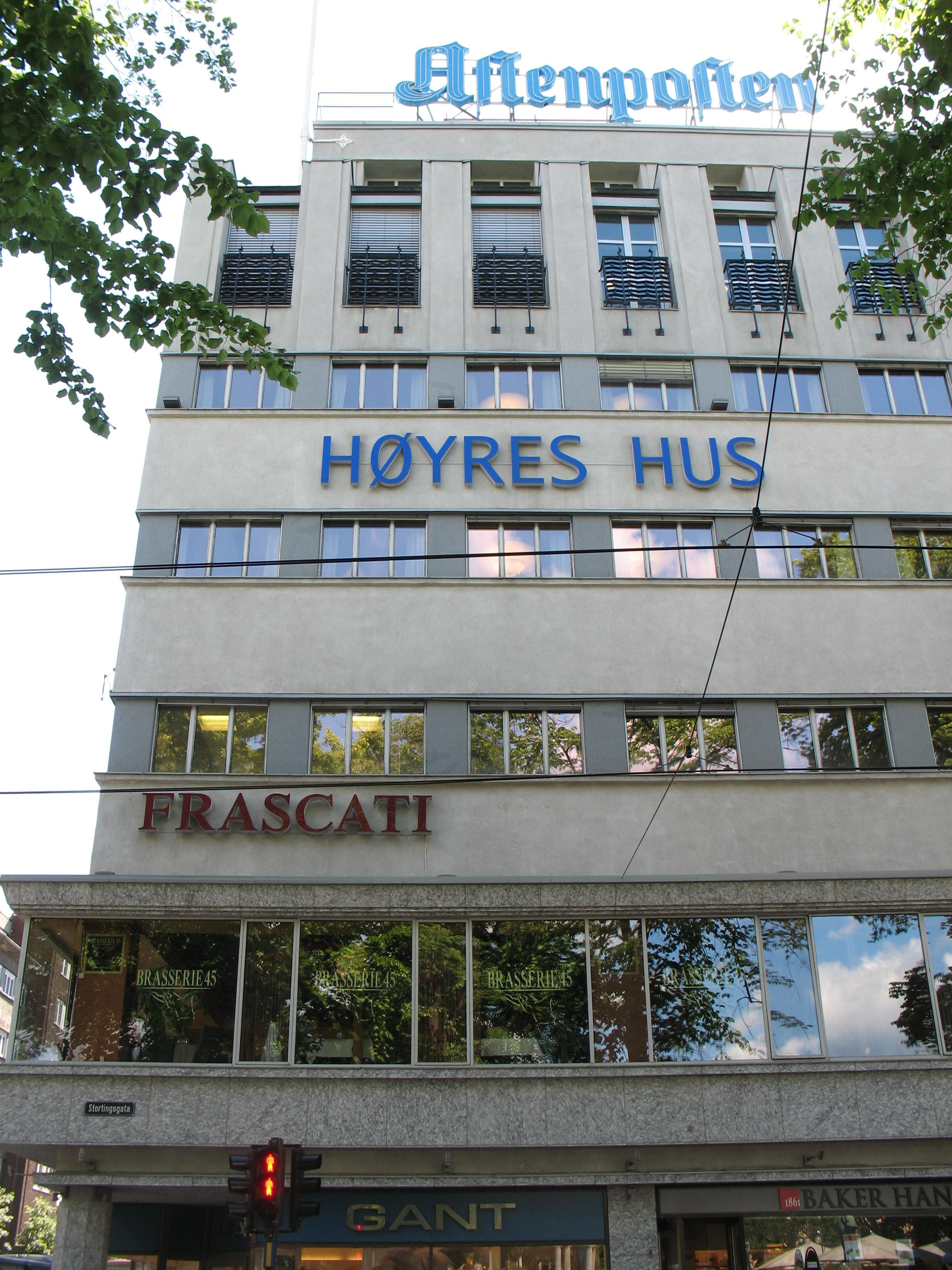
A párt központja Oslóban.

- Christian Homann Schweigaard, 1889-1891
- Emil Stang, 1891-1893
- Christian Homann Schweigaard, 1893-1896
- Emil Stang, 1896-1899
- Francis Hagerup, 1899-1902
- Ole L. Skattebøl, 1902-1905
- Edm. Harbitz, 1905-1907
- Fredrik Stang, 1907-1911
- Jens Bratlie, 1911-1919
- Otto B. Halvorsen, 1919-1923
- Ivar Lykke, 1923-1926
- Carl Joachim Hambro, 1926-1934
- Johan H. Andresen, 1934-1937
- Ole Ludvig Bærøe, 1937-1940
- Arthur Nordlie, 1945-1950
- Carl Joachim Hambro, 1950-1954
- Alv Kjøs, 1954-1962
- Sjur Lindebrække, 1962-1970
- Kåre Willoch, 1970-1974
- Erling Norvik, 1974-1980
- Jo Benkow, 1980-1984
- Erling Norvik, 1984-1986
- Rolf Presthus, 1986-1988
- Kaci Kullmann Five, 1988
- Jan P. Syse, 1988-1991
- Kaci Kullmann Five, 1991-1994
- Jan Petersen, 1994-2004
- Erna Solberg, 2004-

## Unge Høyre
Ifjúsági szárnya az Unge Høyre, amelyet 1922-ben alapítottak. A fiatal konzervatívok vezetője Henrik Asheim, ezen a poszton Torbjørn Røe Isaksen utódja.

## Külső hivatkozások
- Høyre - hivatalos honlapja (norvégül)
- Conservative Party (Høyre) - Információk angolul
- Unge Høyre - Az Unge Høyre honlapja (norvégül)
- Høyres Studenterforbund - A Konzervatív Diák Unió honlapja (norvégül)
- Election results for the Conservative Party in the 2007 local elections